# ひとつの歌
『ひとつの歌』（ひとつのうた）は、2011年の日本のドラマ映画。
杉田協士監督。主演は金子岳憲と石坂友里。
2011年、第24回東京国際映画祭日本映画・ある視点部門に出品される。

## あらすじ
剛（金子岳憲）は、ポラロイド写真を撮ることが趣味。彼の手元には、列車事故で死ぬ前の妙子（天光眞弓）を駅のプラットフォームで撮った写真が残されている。しかし、そのことを妙子の娘である桐子（石坂友里）には言い出せずにいる。

## キャスト
- 金子岳憲
- 石坂友里
- 枡野浩一
- 天光眞弓
- 塩見三省